# Буранов, Иван Тимофеевич
Иван Тимофеевич Буранов (15 [28] августа 1914, Рукав, Собинский район — 3 января 1978, Владимир) — советский военнослужащий, участник Великой Отечественной войны, полный кавалер ордена Славы, помощник командира взвода 44-й отдельной гвардейской разведывательной роты, гвардии старший сержант — на момент представления к награждению орденом Славы 1-й степени.

## Биография
Родился 15 августа 1914 года в деревне Рукав, Собинского района Владимирской области. Работал путевым обходчиком на Владимирской железной дороге.
В октябре 1941 году был призван в Красную Армию Владимирским райвоенкоматом Ивановской области. В боях в Великую Отечественную войну с ноября 1942 года. Воевал в разведке, стал младшим командиром. Член ВКП/КПСС с 1943 года.
В ночь на 2 февраля 1944 года в тылу врага юго-восточнее города Жашков помощник командира взвода 44-й отдельной гвардейской разведывательной роты гвардии старший сержант Буранов возглавлял разведгруппу. Он первым напал на вражеский пулеметный расчет, в рукопашном бою сразил 2 противников,1 взял в плен, захватил пулемет, 2 винтовки, боеприпасы, нарушил вражескую телефонную линию связи.
Приказом командира 42-й гвардейской стрелковой дивизии от 29 марта 1944 года гвардии старший сержант Буранов Иван Тимофеевич награждён орденом Славы 3-й степени.
26 августа 1944 года гвардии старший сержант Буранов в составе разведывательной группы в боях за город Пьятра-Нямц повредил 6 линий телефонной связи, захватил в плен гитлеровца и 1 уничтожил. В ночь на 28 августа 1944 года в районе населенного пункта Ларгу разведчики группы пленили второго вражеского солдата и доставили в штаб дивизии.
Приказом по войскам 40-й армии от 20 сентября 1944 года гвардии старший сержант Буранов Иван Тимофеевич награждён орденом Славы 2-й степени.
В начале сентября 1944 года части дивизии вышла к границе с Венгрией. 3 сентября 1944 года гвардии старший сержант Буранов с разведчиками проник в тыл противника западнее горы Чахлэу, с задачей разведать систему укреплений, пересечь румыно-венгерскую границу и захватить контрольного пленного.
Группа осторожно проникла в глубь территории Венгрии. Разведчики обнаружили венгерский секретный пост и уничтожили его. В скоротечном бою было захвачено шесть человек, два пулемета, три винтовки, несколько десятков гранат захватить с собой. За этот разведвыход Буранов был представлен к награждению орденом Славы 1-й степени.
В конце сентября, в ходе выполнения боевой операции разведгруппа Буранова напоролась на немцев. В завязавшемся бою разведчики уничтожили несколько противников. В самый критический момент боя был тяжело ранен в ногу. Товарищи вынесли его без сознания с поля боя. В госпитале Буранов провел несколько месяцев, врачи спасли ему жизнь, но правую ногу пришлось ампутировать. В части же на документах поставили отметку «Погиб». Видимо по этому последняя награда не была во время вручена.
Указом Президиума Верховного Совета СССР от 28 апреля 1945 года за исключительное мужество, отвагу и бесстрашие, проявленные на заключительном этапе Великой Отечественной войны в боях с вражескими захватчиками гвардии старший сержант Буранов Иван Тимофеевич награждён орденом Славы 1-й степени. Стал полным кавалером ордена Славы.
В 1945 году, после госпиталя, был демобилизован по инвалидности. Вернулся на родину.
Жил в городе Владимире, ул. Добросельская, д. 165А (мемориальная доска). Работал на железной дороге и во вневедомственной охране. В 1972 году ветерану был вручен последний — золотой орден Славы.
Скончался 3 января 1978 года. Похоронен на Байгушском кладбище в городе Владимир.

## Награды
Награждён орденами Красной Звезды, Славы 3-х степеней, медалями, в том числе медалью «За отвагу».

## Память
Его именем названа школа в родной деревне Рукав.